# Телефонная линия Петербург — Москва
Телефонная линия Москва — Петербург — телефонная линия между двумя столицами Российской империи. Официальное открытие состоялось 31 декабря 1898 года (12 января 1899 года по новому стилю) в 11 часов утра в Петербурге. В то время она являлась самой длинной в Европе, её протяженность составляла 660 км.
Впервые вопрос об устройстве междугородного телефонного сообщения между тогдашней столицей России Петербургом и Москвой возник в 1887 году, когда два инженера, А. А. Столповский и Ф. П. Попов, попросили предоставить им концессию на устройство и эксплуатацию такой линии связи. Это ходатайство, а также прошение одного из членов Бельгийской Академии наук на устройство телефонного сообщения Петербург — Москва были отклонены.
Первый проект строительства линии связи, разработанный в 1889 году специалистами Петербургского почтово-телеграфного округа, предусматривал её сооружение вдоль шоссе Петербург — Москва, протяженностью 678 верст. В дальнейшем составление проекта поручили русскому инженеру-электрику П. Д. Войнаровскому. В 1896 году он представил в Главное управление почт и телеграфов подробно разработанный проект с чертежами и схемами, согласно которому подвеска бронзовых проводов диаметром 4 мм должна производиться вдоль железнодорожного полотна по правой его стороне (от Петербурга), отдельно от телеграфных проводов. Предусматривалось проведение скрещивания проводов для устранения индукции одного провода на другой.
Предполагалось, что устройство телефонного сообщения обойдется в 435 тысяч рублей.
Для подготовки работ по сооружению линии связи Петербург — Москва в 1897 году старшего механика Рижского почтово-телеграфного округа А. А. Новицкого, имевшего большой практический опыт строительства телеграфных линий в России, командировали за границу (в Будапешт и Берлин).
Строительство телефонной линии началось в 1897 году, по приказу императора Николая II. Работы по устройству телефонного сообщения между Петербургом и Москвой начались 10 июня 1898 года (в 
направлении от Петербурга к Москве).
Участие в строительстве принимали технические работники связи из различных почтово-телеграфных округов. Подвеска проводов была хорошо организована и проходила довольно быстро. Уже к 30 сентября 1898 года подвеска всех четырех проводов дошла до Москвы. Но сильная буря, случившаяся 1 октября, причинила очень большие повреждения построенной линии. Полностью провода от Петербурга до Москвы (620 верст) были подвешены 16 октября 1898 года. Строительные работы на линии и в городской черте с установкой коммутаторов и включением в них проводов закончились спустя два месяца.